# Casas de baños de Madrid

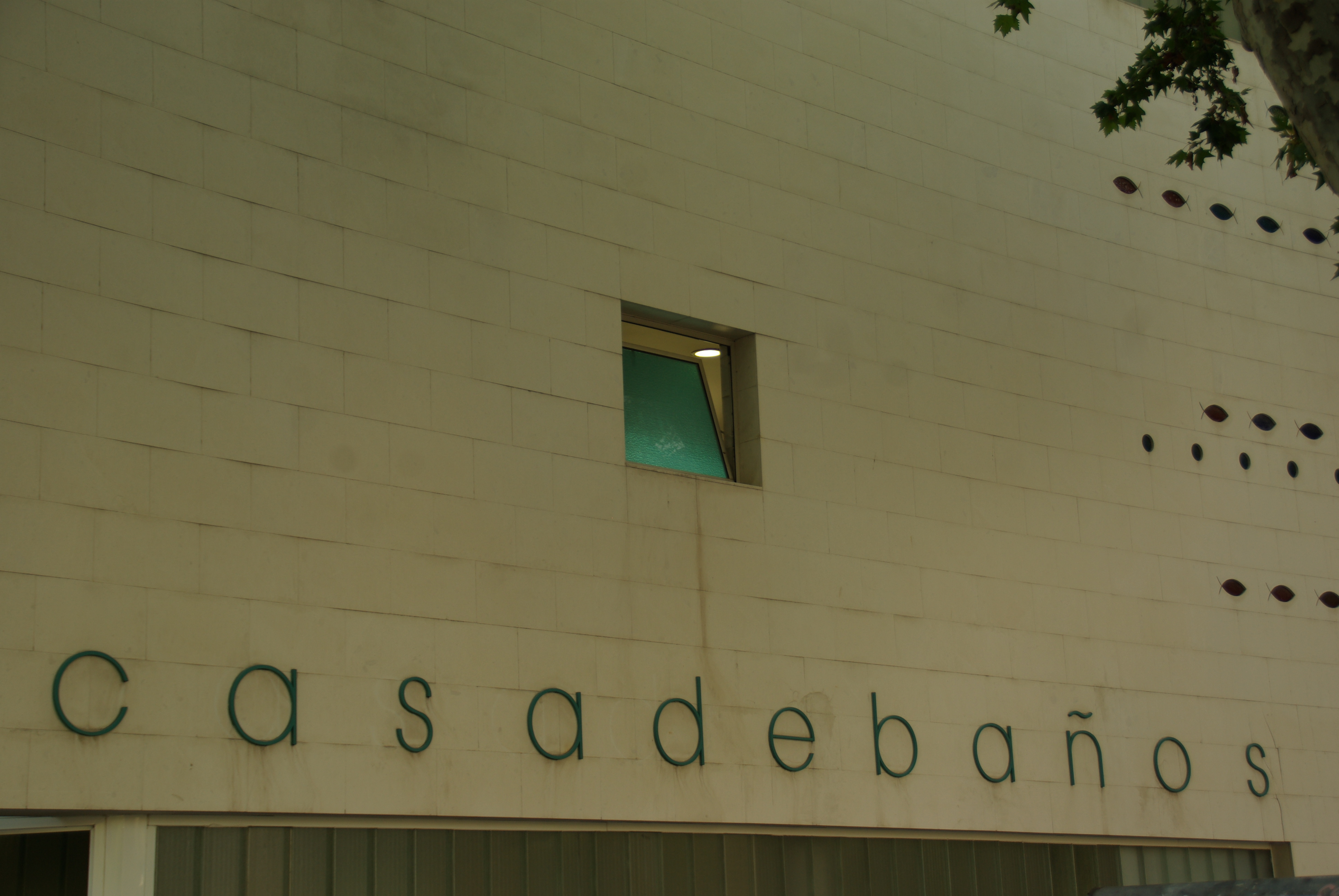
Casa de baños en la glorieta de Embajadores de Madrid. En 2012.

Las casas de baños de Madrid son el conjunto de establecimientos de servicio para la higiene de los ciudadanos que han funcionado en la capital de España a lo largo de su historia.

## Historia
Más allá de lo que los escasos restos arqueológicos hayan permitido suponer de la presencia de baños en la ciudadela de Majerit durante el periodo musulmán de la villa, y habiendo sido aceptado por los historiadores que los madrileños se bañaban poco y cuando lo hacían era en el río Manzanares, (como reflejan los sainetes de Ramón de la Cruz dedicados al tema en el siglo xviii) la costumbre de las casas de baños en la capital de España no llegó hasta el siglo xix.
Del citado periodo musulmán, quedan documentados baños árabes en el primitivo barranco formado por el Arroyo de San Pedro, convertido luego en la calle de Segovia, instalaciones mencionadas en diversos documentos en las cercanías de la iglesia de San Pedro, y que al parecer continuaban existiendo en los siglos xiii y xiv. Otros baños medievales mencionados documentalmente fueron los llamados de los Caños del Peral, junto a la puerta de Valnadú, en la muralla cristiana.
Ya en el siglo xvii, la carencia de baños era sustituida por los madrileños con los baños en el río Manzanares, quedando las mejores zonas y más cercanas a la villa reservadas a reyes y aristocracia, con fiestas más atrevidas que galantes, si ha de creerse lo escrito por algunos literatos del Siglo de Oro Español. Entre tanto el pueblo, hacía su agosto con las romerías a orillas del río, bien documentadas en tiempos de Felipe IV.
Todo parece indicar que la primera Casa de Baños de inspiración católica se abrió en Madrid, en 1628 en la calle Jardines.«Solicitó licencia de apertura un italiano llegado a la capital, argumentando que el agua era necesaria para la salud, todo el año, no únicamente en el verano.Se le concedió, pero para acudir era necesario llevar la “receta” del médico. Además, los baños de las mujeres estaban prohibidos en la misma casa que los de los hombres, y mientras ellas se bañaban ellos no podían entrar, aunque fuese su marido».
Las casas de baños llegarían a hacerse populares a lo largo del siglo xix, primero entre las clases altas y burguesas, como fue el caso de los Baños de Oriente, inaugurados el 30 de mayo de 1830, y luego entre el gran público hasta alcanzar unas veinte instalaciones. Fernández de los Ríos, en su Guía de Madrid (1876), especificaba que “las casas de baños eran a todas luces insuficientes para una población que rondaba los 400.000 habitantes”.
Tras el periodo de esplendor del siglo xix y los intentos institucionistas y luego republicanos por que la higiene pudiera estar al alcance de todos los ciudadanos, los baños casi desaparecieron con la miseria de la posguerra madrileña y la progresiva llegada del agua corriente a todos los hogares.
En 1974 se conservaban los mencionados Baños de Oriente, negocio privado que disponía de saunas finlandesas, suecas y baños turcos, para los barrios más acomodados. Quedaban también tres establecimientos de Baños Municipales. Uno de ellos, situado en el inicio de la avenida de los Toreros, y diseñado por José Lorite, fue transformado en 1982 en Centro Cultural, siguiendo una reforma firmada por Salvador Pérez Arroyo, que convirtió pabellones y piscinas en biblioteca y salón de actos. Otro establecimiento municipal sin futuro fue el situado en la calle Bravo Murillo, 133, reconvertido en Centro de Atención Social de Atención Social a mujeres, inmigrantes y personas sin hogar; y en el barrio de la Latina, en la plaza de la Cebada, junto al mercado, hubo otra Casa de Baños Municipal, ya derribada. En un edificio totalmente nuevo se construyeron los Baños de Embajadores, en el mismo solar que ocuparon los antiguos baños municipales.

### Los baños de Embajadores
Las instalaciones de higiene y balneoterapia en la glorieta de Embajadores han sido relativamente ‘recientes’. En 1928 se inauguró una primera casa de baños municipal, en el espacio del antiguo Portillo de Embajadores, obra del citado arquitecto municipal José Lorite, que fue cerrada en 1989 y cuya reforma se extendió hasta 1991, esfuerzo en vano pues el edificio fue totalmente demolido en 2001 para construir la nueva Casa de Baños de la Glorieta de Embajadores, de tres plantas y ático, con una superficie de 1.070 metros cuadrados.

### Según Pedro de Répide

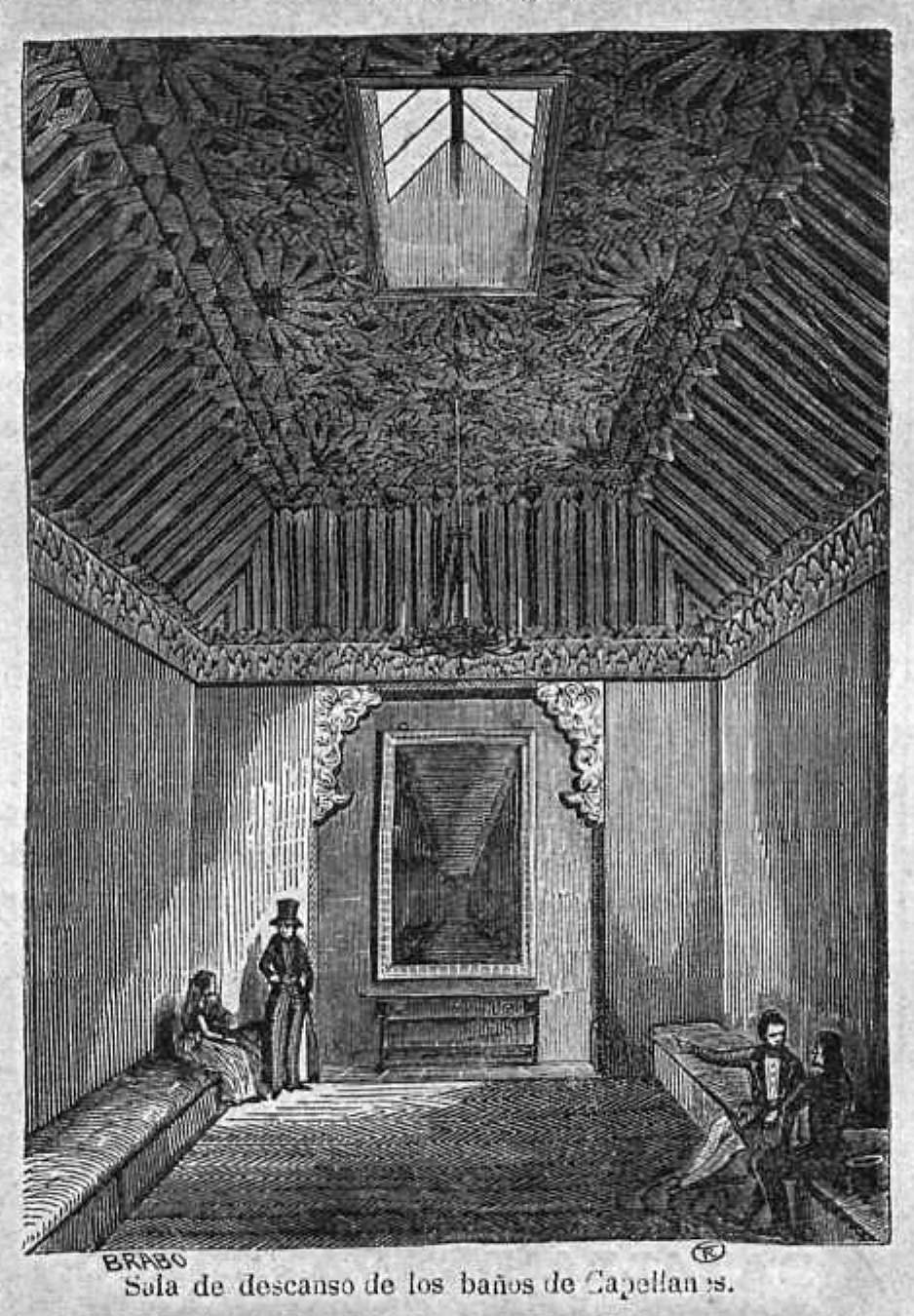
Sala de descanso de los baños de Capellanes (La Ilustración, 14 de julio de 1849)

Desde el ecuador del primer tercio del siglo xx, el cronista de Madrid Pedro de Répide daba una de las relaciones más completas documentadas de las casas de baños activas en Madrid a lo largo del siglo anterior. Las veinte instalaciones enumeradas eran: los Baños de Oriente, en la plaza de Isabel II; los Baños La Estrella, en la calle de Santa Clara; los de baños de Capellanes, en el número 1 de la calle Capellanes; los baños de Cordero o de la Casa Cordero, al inicio de la calle Mayor, y los de San Isidro, en el número 35 de esa misma calle. Sigue la relación con el establecimiento hotelero de Casimir Monier en la carrera de San Jerónimo; los baños de la calle de Flora, número 4; los de calle de la Madera, número 6; los Baños de las Delicias en el paseo de Recoletos número 11; los dos establecimientos de baños de la calle de Hortaleza, en los números 85 y 142. Además de los baños de Santa Bárbara; los baños de Zárate, en el número 3 de la calle Valencia, junto a Lavapiés; los baños de Guardias de Corps, en el 33 de la calle de Amaniel; dos instalaciones en la calle Jardines, números 14 y 20; los antiguos baños de Caballero de Gracia, uno en el número 56 y otro en el 23; los baños de la calle del Mediodía Grande, número 11; y en Chamberí, los llamados baños de Arango.

### Según Pedro Felipe Monlau
Por su parte, el humanista y científico Pedro Felipe Monlau, en su manual práctico Madrid en la Mano, o El amigo del Forastero en Madrid y sus Cercanías (editado en 1850), enumera apenas 13 establecimientos, de los que destaca solo tres: los Baños de la Estrella en el número 3 de la calle de Santa Clara, propiedad de «Francisco Travesedo, quien los mandó construir en 1831. Tienen 29 pilas, las más de ellas de mármol y las restantes de piedra blanca». Los Baños de Oriente en el número 5 de la plaza de Isabel II, inaugurados en 1830, con «29 pilas de piedra blanca de Colmenar, y da anualmente de 9 a 10 mil baños». Los Baños del Cordero, en la calle Mayor número 1, «abiertos en 1846, con 25 pilas de mármol de Játiva». Y los Baños de Monier, «conocidos antiguamente por baños de la Fontana de Oro, en la carrera de San Gerónimo, número 10. Además de los baños comunes se suministran también de salvado, aromáticos, emolientes y minerales artificiales.»
Concluye su breve noticia Monlau informando de que los precios son de 6 a 9 reales por baño, y un real más por la ropa. Y que algunos establecimientos sirven además baños a domicilio a 16 reales el primero y 14 reales los siguientes.

### Según Ángel Fernández de los Ríos
El erudito Fernández de los Ríos, en su Guía de Madrid, publicada en 1876, menciona también 13 casas de baños, presentándolas como nuevas instalaciones, 
y recuperando en el siglo xix las antiguas costumbres árabes del Majerit musulmán. Las mencionadas eran: San Felipe Neri, en Hileras, 4; Baños de Oriente en la plaza de Isabel II; baños de La Estrella, en Santa Clara, 3; las instalaciones de los Campos Elíseos; los baños de La Flora en el número 4 de la calle de Flora; los de la calle Hortaleza, en el número 142; los de Jardines, en el número 20 de la calle de ese nombre; los de la calle de Jesús y María; los baños del Mediodía Grande; los Baños del Carmen, en la calle de la Madera n.º 6; los de Berete en la calle Valencia n.º 3; y los de Guardias, en Amaniel, 33.

## Localizaciones

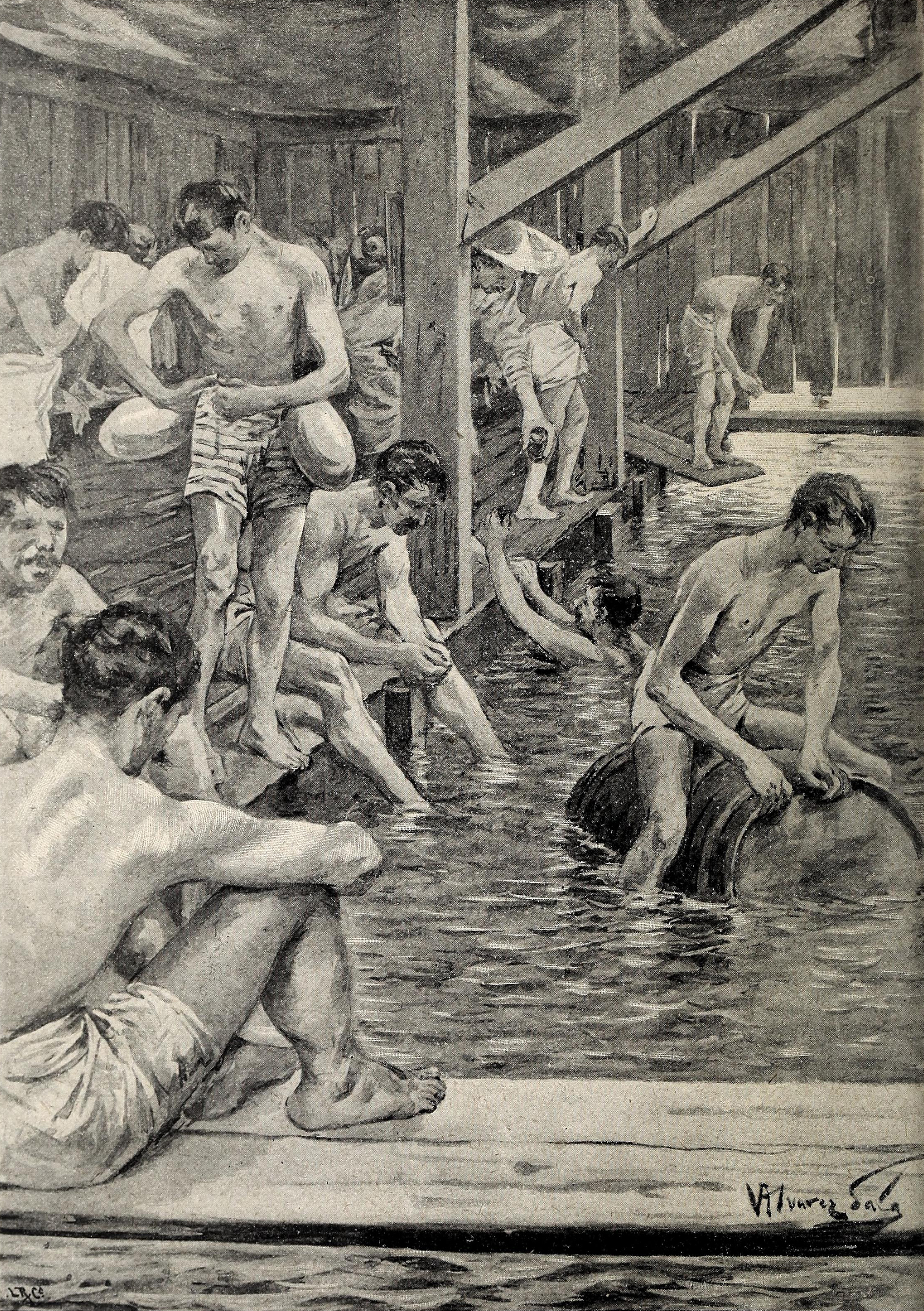
«El verano en Madrid, Agua corriente». Ilustración de Ventura Álvarez Sala (1898).

Ya desaparecidos, pero muy populares en algunos periodos de su existencia, pueden destacarse los siguientes baños públicos:

### El Balneario de San Felipe Neri
Al inicio de la calle de las Hileras, estuvo el Balneario de San Felipe Neri, siguiendo la tradición en la zona de la antigua fuente de los Caños del Peral y de los primitivos Baños Moros de José Grimaldo. El balneario, situado primero en el número 2 duplicado, amplió luego sus instalaciones para ser reinaugurado el 1 de enero de 1865.

### Los Baños de Monier
Instalados en la antigua Fontana de Oro, comprada por el empresario francés Casimir Monier en 1843. El diccionario enciclopédico de Pascual Madoz los describía así:

"Se hallan todos los días baños de todas clases, bien sea para disfrutarlo allí mismo, o para hacerlos conducir a las casas donde se pidan. Además de los baños comunes se suministran también de salvado, aromáticos, emolientes y minerales artificiales... Los cuartos de los baños minerales están en departamentos separados de los comunes y cada pila se halla dispuesta según el objeto a que se destina. Hay un salón de descanso con estufa, y los cuartos están esterados en el invierno. Los concurrentes hallarán allí, a los precios corrientes, chocolate, café, caldo, etc. Al salir del baño y para evitar el cambio repentino de temperatura, pueden pasar al gabinete librería, y entretenerse en la lectura todo el tiempo que gusten". Diccionario geográfico-estadístico-histórico de España y sus posesiones de Ultramar
Diccionario Madoz (Volumen X, pág. 971)

### Los baños de la calle Jardines
Desde el primer tercio del siglo xvii hubo establecimientos de baños en la calle Jardines. Así lo aseguraba Répide a principios del siglo veinte en sus crónicas de las calles madrileñas, diciendo que los baños de Jardines habían funcionado «trescientos años».
Los primeros en abrirse se documentan en 1628, año en el que el súbdito milanés Domingo de Lapuente, solicitó y consiguió el privilegio real para la instalación de una casa de baños en la calle de los Jardines. Se le concedió licencia el 25 de agosto de 1628, siempre y cuando el uso de los servicios fuese de exclusivo uso medicinal y viniera avalado por “prescripción facultativa”; además se imponía que las aguas fueran examinadas por los protomédicos del Consejo, y quedaba terminantemente prohibido que hombres y mujeres coincidieran en la casa de baños, es decir, si ellas se estaban bañando ellos no podían entrar, ni siquiera los maridos, inconveniente que acabaría regimentando la Sala de Alcaldes de la Villa de Madrid, que en un documento del 3 de marzo de 1629 explicita que los lunes, miércoles y viernes se bañen ellas y el resto de los días ellos. El modesto aunque lucrativo balneario de Lapuente, que llegaría a conocerse popularmente como los Baños del Cura, estaba dotado en 1786 de siete pilas (tres de piedra y cuatro de la primitiva cerámica hecha con barro de Colmenar de Oreja, muy estimados por ser más suaves y poderse bañar «a la francesa». Medio siglo después, en 1832, un baño costaba 6 reales (7 si se incluía la ropa). A estos baños del Cura parece referirse Mesonero Romanos cuando en 1835 visitó unos baños en el número 13 de la calle Jardines ya clausurados, y que el cronista madrileño describió como «estrechos y sucios aposentos, de mezquinas pilas en el suelo y desnudez absoluta de adornos y atavíos». Nada comenta de las anunciadas bañeras de mármol de Játiva y de Villamarchante, cuando aún funcionaban unos pocos años antes a su visita.
Hacia 1760, otro empresario, Eugenio de Mena, abrió otro establecimiento de higiene en el número 51-53, hacia la mitad de la calle, que llegarían a conocerse como Baños de Mena. Aparecen anunciados en la prensa con una progresiva subida del precio del servicio: de 8 a 9 reales en 1811, de 10 a 11 en 1815; llegando a los 12/13 reales en 1821. También los describe Mesonero en 1835, como unas instalaciones con «sencillez y naturalidad en el aparato, eso sí, como podrían ser los baños en tiempo de Adán; media docena de sillas y un arcón supletorio para sentarse: una tinaja de agua, emblema del edificio; una sala interior bien caldeadita, por supuesto, con los efluvios de los baños que la rodean, y basta una docena de aposentitos estrechos, conteniendo cada uno la menguada pila en que con dificultad una anguila podría revolverse». Todo parece indicar que los baños de Mena se cerraron al final de la década de 1830.
En el número 51 abrió su negocio Joaquín Canet, instalación que en 1786 disponía de ocho baños de piedra blanca, dos de ellos «a la francesa». En 1817 el servicio en los Baños de Canet costaba 10 reales (11 con ropa); pero obligado por la competencia, un lustro después solo había que pagar de 8 a 9 reales, con abonos que dejaban el baño en 7 reales por servicio. No ha llegado a esclarecerse si hubo un cambio de dueño en las instalaciones de Canet, pero a partir de junio de 1828 aparecen anunciados como Baños de la Cruz, y situados en el número 51 de Jardines. Sólo ofrecían servicio en verano, por 8/9 reales; y, al parecer funcionaron hasta mediado el siglo, cuando se comenzaron a derribar viejos edificios con la urbanización de la calle de los Jardines.

## Baños del Manzanares

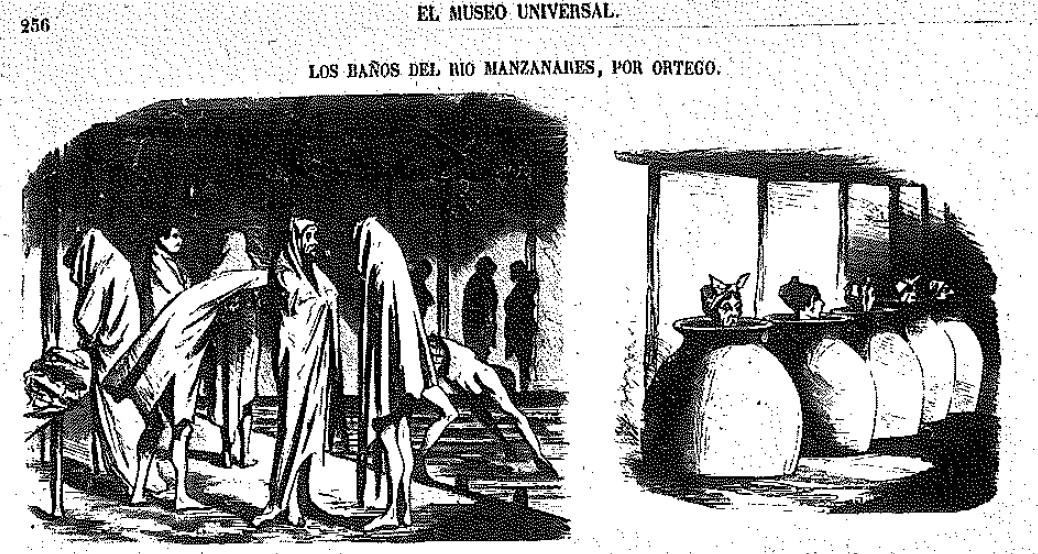
«Baños del Manzanares», de Francisco Ortego, en El Museo Universal, 1869.

Los Baños del Manzanares, descritos por Manuel Ossorio y Bernard en su Libro de Madrid y advertencia de forasteros (1892), e inmortalizados ya en el siglo xvii por el pintor Félix Castello en su cuadro Baños en el Manzanares en el paraje del Molino Quemado, y glosados luego en el sainete de Ramón de la Cruz, el modesto río de Madrid contó con un desproporcionado esplendor de instalaciones para baños, en su mayoría construcciones de factura provisional. Entre ellas —y como singular modelo de estos ingenios fluviales comerciales— cabría destacar la caseta de baños La isla, levantada sobre una isla artificial en medio del río, frente a la glorieta de San Vicente, obra de estilo racionalista diseñada por Luis Gutiérrez Soto durante la Segunda República Española que incluía restaurante y sala de baile. Destruida durante la guerra civil, desapareció en 1948.
Fueron descritos y ridiculizados por Galdós en novelas como La de Bringas o episodios como Los Ayacuchos (1900).

...hablome luego de un proyecto magno que ha concebido para ganar dinero, el cual no es otro que construir una fastuosa casa de baños en el Manzanares, a estilo del extranjero,y por complemento un recreo de naumaquia o cosa tal, encauzando el río para jugar con él y decorarlo, en una considerable extensión, con cascadas artificiales y con surtidores... ríase usted... con surtidores de vino.
 Benito Pérez Galdós Los Ayacuchos, capítulo XIX 